# Pohár federace 1969
Pohár federace 1969 byl 7. ročník týmové tenisové soutěže žen v Poháru federace, od roku 1995 konané pod názvem Fed Cup. Soutěž se odehrála mezi 19. až 25. květnem 1969 na otevřených antukových dvorcích Athénského tenisového klubu. Turnaj proběhl v řecké metropoli Athénách.
Soutěže se zúčastnilo dvacet zemí. Čtvrté vítězství si připsalo družstvo Spojených států amerických, které ve finále zdolalo hráčky Austrálie. Výhru Američankám zajistila až závěrečná čtyřhra, když za stavu 1:1 na zápasy porazil americký pár Peaches Bartkowiczová a Nancy Richeyová australskou dvojici Margaret Courtová a Judy Tegartová ve dvou setech.
Turnaj zahrnoval hlavní soutěž hranou vyřazovacím systémem, z níž vzešel celkový vítěz Poháru federace. Poprvé v sedmileté historii ženské události se uskutečnil tzv. turnaj útěchy, do nějž nastoupily některé týmy vyřazené ve druhém kole hlavní soutěže.

## Hlavní turnaj

### Účastníci
| Účastníci | Účastníci      | Účastníci       | Účastníci      |
| Austrálie | Belgie         | Brazílie        | Bulharsko      |
| Kanada    | Československo | Francie         | Velká Británie |
| Řecko     | Maďarsko       | Indonésie       | Itálie         |
| Mexiko    | Nizozemsko     | Polsko          | Jižní Afrika   |
| Švýcarsko | Spojené státy  | Západní Německo | Jugoslávie     |
| --------- | -------------- | --------------- | -------------- |

### Pavouk
|  | První kolo 19. května | První kolo 19. května | První kolo 19. května |                 |           | Druhé kolo 21. – 22. května | Druhé kolo 21. – 22. května | Druhé kolo 21. – 22. května |   |  | Čtvrtfinále 23. května | Čtvrtfinále 23. května | Čtvrtfinále 23. května |   |  | Semifinále 22. května | Semifinále 22. května | Semifinále 22. května |  |  | Finále 25. května | Finále 25. května | Finále 25. května |
|  |                       |                       |                       |                 |           |                             |                             |                             |   |  |                        |                        |                        |   |  |                       |                       |                       |  |  |                   |                   |                   |
|  |                       |                       |                       |                 |           |                             |                             |                             |   |  |                        |                        |                        |   |  |                       |                       |                       |  |  |                   |                   |                   |
|  |                       |                       | Austrálie             |                 |           |                             |                             |                             |   |  |                        |                        |                        |   |  |                       |                       |                       |  |  |                   |                   |                   |
|  |                       |                       |                       |                 |           |                             |                             |                             |   |  |                        |                        |                        |   |  |                       |                       |                       |  |  |                   |                   |                   |
|  |                       |                       |                       | Polsko          | w/o       |                             |                             |                             |   |  |                        |                        |                        |   |  |                       |                       |                       |  |  |                   |                   |                   |
|  |                       |                       |                       | Polsko          | w/o       |                             |                             |                             |   |  |                        |                        |                        |   |  |                       |                       |                       |  |  |                   |                   |                   |
|  |                       |                       |                       |                 |           |                             |                             |                             |   |  |                        |                        |                        |   |  |                       |                       |                       |  |  |                   |                   |                   |
|  |                       |                       |                       |                 |           |                             |                             |                             |   |  |                        |                        |                        |   |  |                       |                       |                       |  |  |                   |                   |                   |
|  |                       |                       |                       |                 |           |                             |                             | Austrálie                   | 3 |  |                        |                        |                        |   |  |                       |                       |                       |  |  |                   |                   |                   |
|  |                       |                       |                       |                 |           |                             |                             |                             | 3 |  |                        |                        |                        |   |  |                       |                       |                       |  |  |                   |                   |                   |
|  |                       |                       | Francie               | 0               |           |                             |                             |                             |   |  |                        |                        |                        |   |  |                       |                       |                       |  |  |                   |                   |                   |
|  |                       |                       | Francie               | 0               |           |                             |                             |                             |   |  |                        |                        |                        |   |  |                       |                       |                       |  |  |                   |                   |                   |
|  |                       |                       |                       |                 |           |                             |                             |                             |   |  |                        |                        |                        |   |  |                       |                       |                       |  |  |                   |                   |                   |
|  |                       |                       |                       |                 |           |                             |                             |                             |   |  |                        |                        |                        |   |  |                       |                       |                       |  |  |                   |                   |                   |
|  |                       |                       | Francie               | 2               |           |                             |                             |                             |   |  |                        |                        |                        |   |  |                       |                       |                       |  |  |                   |                   |                   |
|  |                       |                       |                       | 2               |           |                             |                             |                             |   |  |                        |                        |                        |   |  |                       |                       |                       |  |  |                   |                   |                   |
|  |                       |                       |                       | Jižní Afrika    | 1         |                             |                             |                             |   |  |                        |                        |                        |   |  |                       |                       |                       |  |  |                   |                   |                   |
|  |                       |                       |                       | Jižní Afrika    | 1         |                             |                             |                             |   |  |                        |                        |                        |   |  |                       |                       |                       |  |  |                   |                   |                   |
|  |                       |                       |                       |                 |           |                             |                             |                             |   |  |                        |                        |                        |   |  |                       |                       |                       |  |  |                   |                   |                   |
|  |                       |                       |                       |                 |           |                             |                             |                             |   |  |                        |                        |                        |   |  |                       |                       |                       |  |  |                   |                   |                   |
|  |                       |                       |                       |                 |           |                             |                             |                             |   |  |                        |                        | Austrálie              | 3 |  |                       |                       |                       |  |  |                   |                   |                   |
|  |                       |                       |                       |                 |           |                             |                             |                             |   |  |                        |                        |                        |   |  |                       |                       |                       |  |  |                   |                   |                   |
|  |                       |                       | Velká Británie        | 0               |           |                             |                             |                             |   |  |                        |                        |                        |   |  |                       |                       |                       |  |  |                   |                   |                   |
|  |                       | Kanada                | Velká Británie        | 0               | 3         |                             |                             |                             |   |  |                        |                        |                        |   |  |                       |                       |                       |  |  |                   |                   |                   |
|  |                       | Kanada                |                       |                 | 3         |                             |                             |                             |   |  |                        |                        |                        |   |  |                       |                       |                       |  |  |                   |                   |                   |
|  |                       | Maďarsko              | 0                     |                 |           |                             |                             |                             |   |  |                        |                        |                        |   |  |                       |                       |                       |  |  |                   |                   |                   |
|  |                       | Maďarsko              | 0                     |                 | Kanada    | 0                           |                             |                             |   |  |                        |                        |                        |   |  |                       |                       |                       |  |  |                   |                   |                   |
|  |                       |                       |                       |                 | Kanada    | 0                           |                             |                             |   |  |                        |                        |                        |   |  |                       |                       |                       |  |  |                   |                   |                   |
|  |                       |                       |                       | Západní Německo | 3         |                             |                             |                             |   |  |                        |                        |                        |   |  |                       |                       |                       |  |  |                   |                   |                   |
|  |                       | Brazílie              | w/o                   | Západní Německo | 3         |                             |                             |                             |   |  |                        |                        |                        |   |  |                       |                       |                       |  |  |                   |                   |                   |
|  |                       | Brazílie              | w/o                   |                 |           |                             |                             |                             |   |  |                        |                        |                        |   |  |                       |                       |                       |  |  |                   |                   |                   |
|  |                       | Západní Německo       |                       |                 |           |                             |                             |                             |   |  |                        |                        |                        |   |  |                       |                       |                       |  |  |                   |                   |                   |
|  |                       |                       |                       |                 |           |                             |                             | Západní Německo             | 1 |  |                        |                        |                        |   |  |                       |                       |                       |  |  |                   |                   |                   |
|  |                       |                       |                       |                 |           |                             |                             |                             | 1 |  |                        |                        |                        |   |  |                       |                       |                       |  |  |                   |                   |                   |
|  |                       |                       | Velká Británie        | 2               |           |                             |                             |                             |   |  |                        |                        |                        |   |  |                       |                       |                       |  |  |                   |                   |                   |
|  |                       |                       | Velká Británie        | 2               |           |                             |                             |                             |   |  |                        |                        |                        |   |  |                       |                       |                       |  |  |                   |                   |                   |
|  |                       |                       |                       |                 |           |                             |                             |                             |   |  |                        |                        |                        |   |  |                       |                       |                       |  |  |                   |                   |                   |
|  |                       |                       |                       |                 |           |                             |                             |                             |   |  |                        |                        |                        |   |  |                       |                       |                       |  |  |                   |                   |                   |
|  |                       |                       | Belgie                | 0               |           |                             |                             |                             |   |  |                        |                        |                        |   |  |                       |                       |                       |  |  |                   |                   |                   |
|  |                       |                       |                       | 0               |           |                             |                             |                             |   |  |                        |                        |                        |   |  |                       |                       |                       |  |  |                   |                   |                   |
|  |                       |                       |                       | Velká Británie  | 3         |                             |                             |                             |   |  |                        |                        |                        |   |  |                       |                       |                       |  |  |                   |                   |                   |
|  |                       |                       |                       | Velká Británie  | 3         |                             |                             |                             |   |  |                        |                        |                        |   |  |                       |                       |                       |  |  |                   |                   |                   |
|  |                       |                       |                       |                 |           |                             |                             |                             |   |  |                        |                        |                        |   |  |                       |                       |                       |  |  |                   |                   |                   |
|  |                       |                       |                       |                 |           |                             |                             |                             |   |  |                        |                        |                        |   |  |                       |                       |                       |  |  |                   | Austrálie         | 1                 |
|  |                       |                       |                       |                 |           |                             |                             |                             |   |  |                        |                        |                        |   |  |                       |                       |                       |  |  |                   | Austrálie         | 1                 |
|  |                       |                       |                       |                 |           |                             |                             |                             |   |  |                        |                        |                        |   |  |                       |                       |                       |  |  |                   | Spojené státy     | 2                 |
|  |                       |                       |                       |                 |           |                             |                             |                             |   |  |                        |                        |                        |   |  |                       |                       |                       |  |  |                   | Spojené státy     | 2                 |
|  |                       |                       |                       |                 |           |                             |                             |                             |   |  |                        |                        |                        |   |  |                       |                       |                       |  |  |                   |                   |                   |
|  |                       |                       | Spojené státy         | 3               |           |                             |                             |                             |   |  |                        |                        |                        |   |  |                       |                       |                       |  |  |                   |                   |                   |
|  |                       |                       |                       | 3               |           |                             |                             |                             |   |  |                        |                        |                        |   |  |                       |                       |                       |  |  |                   |                   |                   |
|  |                       |                       |                       | Jugoslávie      | 0         |                             |                             |                             |   |  |                        |                        |                        |   |  |                       |                       |                       |  |  |                   |                   |                   |
|  |                       |                       |                       | Jugoslávie      | 0         |                             |                             |                             |   |  |                        |                        |                        |   |  |                       |                       |                       |  |  |                   |                   |                   |
|  |                       |                       |                       |                 |           |                             |                             |                             |   |  |                        |                        |                        |   |  |                       |                       |                       |  |  |                   |                   |                   |
|  |                       |                       |                       |                 |           |                             |                             |                             |   |  |                        |                        |                        |   |  |                       |                       |                       |  |  |                   |                   |                   |
|  |                       |                       |                       |                 |           |                             |                             | Spojené státy               | 3 |  |                        |                        |                        |   |  |                       |                       |                       |  |  |                   |                   |                   |
|  |                       |                       |                       |                 |           |                             |                             |                             | 3 |  |                        |                        |                        |   |  |                       |                       |                       |  |  |                   |                   |                   |
|  |                       |                       | Itálie                | 0               |           |                             |                             |                             |   |  |                        |                        |                        |   |  |                       |                       |                       |  |  |                   |                   |                   |
|  |                       |                       | Itálie                | 0               |           |                             |                             |                             |   |  |                        |                        |                        |   |  |                       |                       |                       |  |  |                   |                   |                   |
|  |                       |                       |                       |                 |           |                             |                             |                             |   |  |                        |                        |                        |   |  |                       |                       |                       |  |  |                   |                   |                   |
|  |                       |                       |                       |                 |           |                             |                             |                             |   |  |                        |                        |                        |   |  |                       |                       |                       |  |  |                   |                   |                   |
|  |                       |                       | Mexiko                | 0               |           |                             |                             |                             |   |  |                        |                        |                        |   |  |                       |                       |                       |  |  |                   |                   |                   |
|  |                       |                       |                       | 0               |           |                             |                             |                             |   |  |                        |                        |                        |   |  |                       |                       |                       |  |  |                   |                   |                   |
|  |                       |                       |                       | Itálie          | 3         |                             |                             |                             |   |  |                        |                        |                        |   |  |                       |                       |                       |  |  |                   |                   |                   |
|  |                       |                       |                       | Itálie          | 3         |                             |                             |                             |   |  |                        |                        |                        |   |  |                       |                       |                       |  |  |                   |                   |                   |
|  |                       |                       |                       |                 |           |                             |                             |                             |   |  |                        |                        |                        |   |  |                       |                       |                       |  |  |                   |                   |                   |
|  |                       |                       |                       |                 |           |                             |                             |                             |   |  |                        |                        |                        |   |  |                       |                       |                       |  |  |                   |                   |                   |
|  |                       |                       |                       |                 |           |                             |                             |                             |   |  |                        |                        | Spojené státy          | 3 |  |                       |                       |                       |  |  |                   |                   |                   |
|  |                       |                       |                       |                 |           |                             |                             |                             |   |  |                        |                        |                        |   |  |                       |                       |                       |  |  |                   |                   |                   |
|  |                       |                       | Nizozemsko            | 0               |           |                             |                             |                             |   |  |                        |                        |                        |   |  |                       |                       |                       |  |  |                   |                   |                   |
|  |                       |                       | Nizozemsko            | 0               |           |                             |                             |                             |   |  |                        |                        |                        |   |  |                       |                       |                       |  |  |                   |                   |                   |
|  |                       |                       |                       |                 |           |                             |                             |                             |   |  |                        |                        |                        |   |  |                       |                       |                       |  |  |                   |                   |                   |
|  |                       |                       |                       |                 |           |                             |                             |                             |   |  |                        |                        |                        |   |  |                       |                       |                       |  |  |                   |                   |                   |
|  |                       |                       | Československo        | 3               |           |                             |                             |                             |   |  |                        |                        |                        |   |  |                       |                       |                       |  |  |                   |                   |                   |
|  |                       |                       |                       | 3               |           |                             |                             |                             |   |  |                        |                        |                        |   |  |                       |                       |                       |  |  |                   |                   |                   |
|  |                       |                       |                       | Švýcarsko       | 0         |                             |                             |                             |   |  |                        |                        |                        |   |  |                       |                       |                       |  |  |                   |                   |                   |
|  |                       |                       |                       | Švýcarsko       | 0         |                             |                             |                             |   |  |                        |                        |                        |   |  |                       |                       |                       |  |  |                   |                   |                   |
|  |                       |                       |                       |                 |           |                             |                             |                             |   |  |                        |                        |                        |   |  |                       |                       |                       |  |  |                   |                   |                   |
|  |                       |                       |                       |                 |           |                             |                             |                             |   |  |                        |                        |                        |   |  |                       |                       |                       |  |  |                   |                   |                   |
|  |                       |                       |                       |                 |           |                             |                             | Československo              | 1 |  |                        |                        |                        |   |  |                       |                       |                       |  |  |                   |                   |                   |
|  |                       |                       |                       |                 |           |                             |                             |                             | 1 |  |                        |                        |                        |   |  |                       |                       |                       |  |  |                   |                   |                   |
|  |                       |                       | Nizozemsko            | 2               |           |                             |                             |                             |   |  |                        |                        |                        |   |  |                       |                       |                       |  |  |                   |                   |                   |
|  |                       | Řecko                 | Nizozemsko            | 2               | 0         |                             |                             |                             |   |  |                        |                        |                        |   |  |                       |                       |                       |  |  |                   |                   |                   |
|  |                       | Řecko                 |                       |                 | 0         |                             |                             |                             |   |  |                        |                        |                        |   |  |                       |                       |                       |  |  |                   |                   |                   |
|  |                       | Indonésie             | 3                     |                 |           |                             |                             |                             |   |  |                        |                        |                        |   |  |                       |                       |                       |  |  |                   |                   |                   |
|  |                       | Indonésie             | 3                     |                 | Indonésie | 0                           |                             |                             |   |  |                        |                        |                        |   |  |                       |                       |                       |  |  |                   |                   |                   |
|  |                       |                       |                       |                 | Indonésie | 0                           |                             |                             |   |  |                        |                        |                        |   |  |                       |                       |                       |  |  |                   |                   |                   |
|  |                       |                       |                       | Nizozemsko      | 3         |                             |                             |                             |   |  |                        |                        |                        |   |  |                       |                       |                       |  |  |                   |                   |                   |
|  |                       | Bulharsko             | 0                     | Nizozemsko      | 3         |                             |                             |                             |   |  |                        |                        |                        |   |  |                       |                       |                       |  |  |                   |                   |                   |
|  |                       | Bulharsko             | 0                     |                 |           |                             |                             |                             |   |  |                        |                        |                        |   |  |                       |                       |                       |  |  |                   |                   |                   |
|  |                       | Nizozemsko            | 3                     |                 |           |                             |                             |                             |   |  |                        |                        |                        |   |  |                       |                       |                       |  |  |                   |                   |                   |

### První kolo

#### Kanada vs. Maďarsko
| | Kanada | 3 :                                                          | 0   | Maďarsko |      |  |
| --- | ------ | ------------------------------------------------------------ | --- | -------- | ---- |  |
| Athénský tenisový klub, Athény, Řecko 19. května 1969 antuka (venku) |        |                                                              |     |          |      |  |
| \| \| \| \| 1. \| 2. \| 3. \| \| \| -- \| \| ------------------------------------------------------------ \| --- \| ---- \| ---- \| \| \| 1. \| \| Andrée Martinová Katalin Borková \| 3 6 \| 7 5 \| 11 9 \| \| \| 2. \| \| Faye Urbanová Erzsébet Polgárová \| 1 6 \| 8 6 \| 6 2 \| \| \| 3. \| \| Jane O'Harová / Faye Urbanová Katalin Borková / Eva Szabóová \| 6 1 \| 10 8 \| \| \| \| \| \| \| \| \| \| \| \| \| \| \| \| \| \| \| \| \| \| \| \| \| \| \| \| \| \| \| \| \| \| \| \| \| \| \| \| \| \| \| |        |                                                              |     |          |      |  |
| |        |                                                              | 1.  | 2.       | 3.   |  |
| 1. |        | Andrée Martinová Katalin Borková                             | 3 6 | 7 5      | 11 9 |  |
| 2. |        | Faye Urbanová Erzsébet Polgárová                             | 1 6 | 8 6      | 6 2  |  |
| 3. |        | Jane O'Harová / Faye Urbanová Katalin Borková / Eva Szabóová | 6 1 | 10 8     |      |  |
| |        |                                                              |     |          |      |  |
| |        |                                                              |     |          |      |  |
| |        |                                                              |     |          |      |  |
| |        |                                                              |     |          |      |  |
| |        |                                                              |     |          |      |  |

#### Řecko vs. Indonésie
| | Řecko | 0 :                                                                                | 3   | Indonésie |    |  |
| --- | ----- | ---------------------------------------------------------------------------------- | --- | --------- | -- |  |
| Athénský tenisový klub, Athény, Řecko 19. května 1969 antuka (venku) |       |                                                                                    |     |           |    |  |
| \| \| \| \| 1. \| 2. \| 3. \| \| \| -- \| \| ---------------------------------------------------------------------------------- \| --- \| --- \| -- \| \| \| 1. \| \| Xantippe Vassiliadouová Lany Kaligisová \| 3 6 \| 3 6 \| \| \| \| 2. \| \| Carol-Ann Kalgeropoulosová Lita Sugiartová \| 0 6 \| 3 6 \| \| \| \| 3. \| \| Dionissia Asteriová / Carol-Ann Kalgeropoulosová Lany Kaligisová / Lita Sugiartová \| 5 7 \| 3 6 \| \| \| \| \| \| \| \| \| \| \| \| \| \| \| \| \| \| \| \| \| \| \| \| \| \| \| \| \| \| \| \| \| \| \| \| \| \| \| \| \| \| \| |       |                                                                                    |     |           |    |  |
| |       |                                                                                    | 1.  | 2.        | 3. |  |
| 1. |       | Xantippe Vassiliadouová Lany Kaligisová                                            | 3 6 | 3 6       |    |  |
| 2. |       | Carol-Ann Kalgeropoulosová Lita Sugiartová                                         | 0 6 | 3 6       |    |  |
| 3. |       | Dionissia Asteriová / Carol-Ann Kalgeropoulosová Lany Kaligisová / Lita Sugiartová | 5 7 | 3 6       |    |  |
| |       |                                                                                    |     |           |    |  |
| |       |                                                                                    |     |           |    |  |
| |       |                                                                                    |     |           |    |  |
| |       |                                                                                    |     |           |    |  |
| |       |                                                                                    |     |           |    |  |

#### Bulharsko vs. Nizozemsko
| | Bulharsko | 0 :                                                            | 3   | Nizozemsko |    |  |
| --- | --------- | -------------------------------------------------------------- | --- | ---------- | -- |  |
| Athénský tenisový klub, Athény, Řecko 19. května 1969 antuka (venku) |           |                                                                |     |            |    |  |
| \| \| \| \| 1. \| 2. \| 3. \| \| \| -- \| \| -------------------------------------------------------------- \| --- \| --- \| -- \| \| \| 1. \| \| Lubka Radkovová Betty Stoveová \| 2 6 \| 1 6 \| \| \| \| 2. \| \| Maria Čakarovová Marijke Schaarová \| 2 6 \| 1 6 \| \| \| \| 3. \| \| Maria Čakarovová / Lubka Radkovová Ada Bakker / Betty Stoveová \| 2 6 \| 0 6 \| \| \| \| \| \| \| \| \| \| \| \| \| \| \| \| \| \| \| \| \| \| \| \| \| \| \| \| \| \| \| \| \| \| \| \| \| \| \| \| \| \| \| |           |                                                                |     |            |    |  |
| |           |                                                                | 1.  | 2.         | 3. |  |
| 1. |           | Lubka Radkovová Betty Stoveová                                 | 2 6 | 1 6        |    |  |
| 2. |           | Maria Čakarovová Marijke Schaarová                             | 2 6 | 1 6        |    |  |
| 3. |           | Maria Čakarovová / Lubka Radkovová Ada Bakker / Betty Stoveová | 2 6 | 0 6        |    |  |
| |           |                                                                |     |            |    |  |
| |           |                                                                |     |            |    |  |
| |           |                                                                |     |            |    |  |
| |           |                                                                |     |            |    |  |
| |           |                                                                |     |            |    |  |

### Druhé kolo

#### Francie vs. Jihoafrická republika
| | Francie | 2 :                                                                   | 1   | Jihoafrická republika |     |  |
| --- | ------- | --------------------------------------------------------------------- | --- | --------------------- | --- |  |
| Athénský tenisový klub, Athény, Řecko 22. května 1969 antuka (venku) |         |                                                                       |     |                       |     |  |
| \| \| \| \| 1. \| 2. \| 3. \| \| \| -- \| \| --------------------------------------------------------------------- \| --- \| --- \| --- \| \| \| 1. \| \| Gail Benedettiová Brenda Kirková \| 4 6 \| 6 2 \| 6 1 \| \| \| 2. \| \| Rosy Darmonová Maryna Proctorová \| 7 5 \| 5 7 \| 1 6 \| \| \| 3. \| \| Gail Benedettiová / Rosy Darmonová Brenda Kirková / Maryna Proctorová \| 6 4 \| 6 2 \| \| \| \| \| \| \| \| \| \| \| \| \| \| \| \| \| \| \| \| \| \| \| \| \| \| \| \| \| \| \| \| \| \| \| \| \| \| \| \| \| \| \| |         |                                                                       |     |                       |     |  |
| |         |                                                                       | 1.  | 2.                    | 3.  |  |
| 1. |         | Gail Benedettiová Brenda Kirková                                      | 4 6 | 6 2                   | 6 1 |  |
| 2. |         | Rosy Darmonová Maryna Proctorová                                      | 7 5 | 5 7                   | 1 6 |  |
| 3. |         | Gail Benedettiová / Rosy Darmonová Brenda Kirková / Maryna Proctorová | 6 4 | 6 2                   |     |  |
| |         |                                                                       |     |                       |     |  |
| |         |                                                                       |     |                       |     |  |
| |         |                                                                       |     |                       |     |  |
| |         |                                                                       |     |                       |     |  |
| |         |                                                                       |     |                       |     |  |

#### Kanada vs. Západní Německo
| | Kanada | 0 :                                                            | 3   | Západní Německo |    |  |
| --- | ------ | -------------------------------------------------------------- | --- | --------------- | -- |  |
| Athénský tenisový klub, Athény, Řecko 22. května 1969 antuka (venku) |        |                                                                |     |                 |    |  |
| \| \| \| \| 1. \| 2. \| 3. \| \| \| -- \| \| -------------------------------------------------------------- \| --- \| --- \| -- \| \| \| 1. \| \| Andrée Martinová Almut Sturmová \| 2 6 \| 2 6 \| \| \| \| 2. \| \| Faye Urbanová Helga Niessen \| 4 6 \| 1 6 \| \| \| \| 3. \| \| Jane O'Harová / Faye Urbanová Helga Niessenová / Heide Orthová \| 3 6 \| 2 6 \| \| \| \| \| \| \| \| \| \| \| \| \| \| \| \| \| \| \| \| \| \| \| \| \| \| \| \| \| \| \| \| \| \| \| \| \| \| \| \| \| \| \| |        |                                                                |     |                 |    |  |
| |        |                                                                | 1.  | 2.              | 3. |  |
| 1. |        | Andrée Martinová Almut Sturmová                                | 2 6 | 2 6             |    |  |
| 2. |        | Faye Urbanová Helga Niessen                                    | 4 6 | 1 6             |    |  |
| 3. |        | Jane O'Harová / Faye Urbanová Helga Niessenová / Heide Orthová | 3 6 | 2 6             |    |  |
| |        |                                                                |     |                 |    |  |
| |        |                                                                |     |                 |    |  |
| |        |                                                                |     |                 |    |  |
| |        |                                                                |     |                 |    |  |
| |        |                                                                |     |                 |    |  |

#### Belgie vs. Velká Británie
| | Belgie | 0 :                                                                              | 3   | Velká Británie |    |  |
| --- | ------ | -------------------------------------------------------------------------------- | --- | -------------- | -- |  |
| Athénský tenisový klub, Athény, Řecko 22. května 1969 antuka (venku) |        |                                                                                  |     |                |    |  |
| \| \| \| \| 1. \| 2. \| 3. \| \| \| -- \| \| -------------------------------------------------------------------------------- \| --- \| --- \| -- \| \| \| 1. \| \| Michele Kahnová Winnie Shawová \| 1 6 \| 0 6 \| \| \| \| 2. \| \| Ingrid Palmieriová Virginia Wadeová \| 2 6 \| 2 6 \| \| \| \| 3. \| \| Christiane Mercelisová / Ingrid Palmieriová Virginia Wadeová / Joyce Williamsová \| 4 6 \| 0 6 \| \| \| \| \| \| \| \| \| \| \| \| \| \| \| \| \| \| \| \| \| \| \| \| \| \| \| \| \| \| \| \| \| \| \| \| \| \| \| \| \| \| \| |        |                                                                                  |     |                |    |  |
| |        |                                                                                  | 1.  | 2.             | 3. |  |
| 1. |        | Michele Kahnová Winnie Shawová                                                   | 1 6 | 0 6            |    |  |
| 2. |        | Ingrid Palmieriová Virginia Wadeová                                              | 2 6 | 2 6            |    |  |
| 3. |        | Christiane Mercelisová / Ingrid Palmieriová Virginia Wadeová / Joyce Williamsová | 4 6 | 0 6            |    |  |
| |        |                                                                                  |     |                |    |  |
| |        |                                                                                  |     |                |    |  |
| |        |                                                                                  |     |                |    |  |
| |        |                                                                                  |     |                |    |  |
| |        |                                                                                  |     |                |    |  |

#### Spojené státy americké vs. Jugoslávie
| | Spojené státy americké | 3 :                                                                      | 0   | Jugoslávie |    |  |
| --- | ---------------------- | ------------------------------------------------------------------------ | --- | ---------- | -- |  |
| Athénský tenisový klub, Athény, Řecko 21. května 1969 antuka (venku) |                        |                                                                          |     |            |    |  |
| \| \| \| \| 1. \| 2. \| 3. \| \| \| -- \| \| ------------------------------------------------------------------------ \| --- \| --- \| -- \| \| \| 1. \| \| Nancy Richeyová Biljana Kostićová \| 6 0 \| 6 0 \| \| \| \| 2. \| \| Julie Heldmanová Irena Skuljová \| 6 0 \| 6 3 \| \| \| \| 3. \| \| Peaches Bartkowiczová / Nancy Richeyová Lena Dvorniková / Irena Skuljová \| 6 1 \| 6 0 \| \| \| \| \| \| \| \| \| \| \| \| \| \| \| \| \| \| \| \| \| \| \| \| \| \| \| \| \| \| \| \| \| \| \| \| \| \| \| \| \| \| \| |                        |                                                                          |     |            |    |  |
| |                        |                                                                          | 1.  | 2.         | 3. |  |
| 1. |                        | Nancy Richeyová Biljana Kostićová                                        | 6 0 | 6 0        |    |  |
| 2. |                        | Julie Heldmanová Irena Skuljová                                          | 6 0 | 6 3        |    |  |
| 3. |                        | Peaches Bartkowiczová / Nancy Richeyová Lena Dvorniková / Irena Skuljová | 6 1 | 6 0        |    |  |
| |                        |                                                                          |     |            |    |  |
| |                        |                                                                          |     |            |    |  |
| |                        |                                                                          |     |            |    |  |
| |                        |                                                                          |     |            |    |  |
| |                        |                                                                          |     |            |    |  |

#### Mexiko vs. Itálie
| | Mexiko | 0 :                                                                  | 3   | Itálie |     |  |
| --- | ------ | -------------------------------------------------------------------- | --- | ------ | --- |  |
| Athénský tenisový klub, Athény, Řecko 21. května 1969 antuka (venku) |        |                                                                      |     |        |     |  |
| \| \| \| \| 1. \| 2. \| 3. \| \| \| -- \| \| -------------------------------------------------------------------- \| --- \| --- \| --- \| \| \| 1. \| \| Elena Subiratsová Maria-Teresa Riedlová \| 6 4 \| 2 6 \| 1 6 \| \| \| 2. \| \| Patricia Montanová Lea Pericoliová \| 0 6 \| 0 6 \| \| \| \| 3. \| \| Lucia Gongorová / Elena Subiratsová Lucia Bassiová / Lea Pericoliová \| 2 6 \| 3 6 \| \| \| \| \| \| \| \| \| \| \| \| \| \| \| \| \| \| \| \| \| \| \| \| \| \| \| \| \| \| \| \| \| \| \| \| \| \| \| \| \| \| \| |        |                                                                      |     |        |     |  |
| |        |                                                                      | 1.  | 2.     | 3.  |  |
| 1. |        | Elena Subiratsová Maria-Teresa Riedlová                              | 6 4 | 2 6    | 1 6 |  |
| 2. |        | Patricia Montanová Lea Pericoliová                                   | 0 6 | 0 6    |     |  |
| 3. |        | Lucia Gongorová / Elena Subiratsová Lucia Bassiová / Lea Pericoliová | 2 6 | 3 6    |     |  |
| |        |                                                                      |     |        |     |  |
| |        |                                                                      |     |        |     |  |
| |        |                                                                      |     |        |     |  |
| |        |                                                                      |     |        |     |  |
| |        |                                                                      |     |        |     |  |

#### Československo vs. Švýcarsko
| | Československo | 3 :                                                                                 | 0   | Švýcarsko |     |  |
| --- | -------------- | ----------------------------------------------------------------------------------- | --- | --------- | --- |  |
| Athénský tenisový klub, Athény, Řecko 21. května 1969 antuka (venku) |                |                                                                                     |     |           |     |  |
| \| \| \| \| 1. \| 2. \| 3. \| \| \| -- \| \| ----------------------------------------------------------------------------------- \| --- \| --- \| --- \| \| \| 1. \| \| Alena Palmeová-Westová Marianne Kindlerová \| 6 3 \| 6 0 \| \| \| \| 2. \| \| Vlasta Kodešová Anne-Marie Studerová \| 6 0 \| 5 7 \| 6 2 \| \| \| 3. \| \| Alena Palmeová-Westová / Vlasta Kodešová Marianne Kindlerová / Anne-Marie Studerová \| 6 2 \| 9 7 \| \| \| \| \| \| \| \| \| \| \| \| \| \| \| \| \| \| \| \| \| \| \| \| \| \| \| \| \| \| \| \| \| \| \| \| \| \| \| \| \| \| \| |                |                                                                                     |     |           |     |  |
| |                |                                                                                     | 1.  | 2.        | 3.  |  |
| 1. |                | Alena Palmeová-Westová Marianne Kindlerová                                          | 6 3 | 6 0       |     |  |
| 2. |                | Vlasta Kodešová Anne-Marie Studerová                                                | 6 0 | 5 7       | 6 2 |  |
| 3. |                | Alena Palmeová-Westová / Vlasta Kodešová Marianne Kindlerová / Anne-Marie Studerová | 6 2 | 9 7       |     |  |
| |                |                                                                                     |     |           |     |  |
| |                |                                                                                     |     |           |     |  |
| |                |                                                                                     |     |           |     |  |
| |                |                                                                                     |     |           |     |  |
| |                |                                                                                     |     |           |     |  |

#### Indonésie vs. Nizozemsko
| | Indonésie | 0 :                                                                  | 3   | Nizozemsko |     |  |
| --- | --------- | -------------------------------------------------------------------- | --- | ---------- | --- |  |
| Athénský tenisový klub, Athény, Řecko 21. května 1969 antuka (venku) |           |                                                                      |     |            |     |  |
| \| \| \| \| 1. \| 2. \| 3. \| \| \| -- \| \| -------------------------------------------------------------------- \| --- \| --- \| --- \| \| \| 1. \| \| Lita Sugiartová Marijke Schaarová \| 6 2 \| 3 6 \| 3 6 \| \| \| 2. \| \| Lany Kaligisová Betty Stoveová \| 2 6 \| 3 6 \| \| \| \| 3. \| \| Lany Kaligisová / Lita Sugiartová Marijke Schaarová / Betty Stoveová \| 6 4 \| 1 6 \| 1 6 \| \| \| \| \| \| \| \| \| \| \| \| \| \| \| \| \| \| \| \| \| \| \| \| \| \| \| \| \| \| \| \| \| \| \| \| \| \| \| \| \| \| |           |                                                                      |     |            |     |  |
| |           |                                                                      | 1.  | 2.         | 3.  |  |
| 1. |           | Lita Sugiartová Marijke Schaarová                                    | 6 2 | 3 6        | 3 6 |  |
| 2. |           | Lany Kaligisová Betty Stoveová                                       | 2 6 | 3 6        |     |  |
| 3. |           | Lany Kaligisová / Lita Sugiartová Marijke Schaarová / Betty Stoveová | 6 4 | 1 6        | 1 6 |  |
| |           |                                                                      |     |            |     |  |
| |           |                                                                      |     |            |     |  |
| |           |                                                                      |     |            |     |  |
| |           |                                                                      |     |            |     |  |
| |           |                                                                      |     |            |     |  |

### Čtvrtfinále

#### Austrálie vs. Francie
| | Austrálie | 3 :                                                                | 0   | Francie |    |  |
| --- | --------- | ------------------------------------------------------------------ | --- | ------- | -- |  |
| Athénský tenisový klub, Athény, Řecko 23. května 1969 antuka (venku) |           |                                                                    |     |         |    |  |
| \| \| \| \| 1. \| 2. \| 3. \| \| \| -- \| \| ------------------------------------------------------------------ \| --- \| --- \| -- \| \| \| 1. \| \| Kerry Melvilleová Gail Benedettiová \| 6 2 \| 8 6 \| \| \| \| 2. \| \| Margaret Courtová Rosy Darmonová \| 6 1 \| 6 1 \| \| \| \| 3. \| \| Margaret Courtová / Judy Tegart Gail Benedettiová / Rosy Darmonová \| 6 1 \| 6 2 \| \| \| \| \| \| \| \| \| \| \| \| \| \| \| \| \| \| \| \| \| \| \| \| \| \| \| \| \| \| \| \| \| \| \| \| \| \| \| \| \| \| \| |           |                                                                    |     |         |    |  |
| |           |                                                                    | 1.  | 2.      | 3. |  |
| 1. |           | Kerry Melvilleová Gail Benedettiová                                | 6 2 | 8 6     |    |  |
| 2. |           | Margaret Courtová Rosy Darmonová                                   | 6 1 | 6 1     |    |  |
| 3. |           | Margaret Courtová / Judy Tegart Gail Benedettiová / Rosy Darmonová | 6 1 | 6 2     |    |  |
| |           |                                                                    |     |         |    |  |
| |           |                                                                    |     |         |    |  |
| |           |                                                                    |     |         |    |  |
| |           |                                                                    |     |         |    |  |
| |           |                                                                    |     |         |    |  |

#### Západní Německo vs. Velká Británie
| | Západní Německo | 1 :                                                                | 2   | Velká Británie |    |  |
| --- | --------------- | ------------------------------------------------------------------ | --- | -------------- | -- |  |
| Athénský tenisový klub, Athény, Řecko 23. května 1969 antuka (venku) |                 |                                                                    |     |                |    |  |
| \| \| \| \| 1. \| 2. \| 3. \| \| \| -- \| \| ------------------------------------------------------------------ \| --- \| --- \| -- \| \| \| 1. \| \| Almut Sturmová Winnie Shawová \| 4 6 \| 1 6 \| \| \| \| 2. \| \| Helga Niessenová Virginia Wadeová \| 6 4 \| 6 2 \| \| \| \| 3. \| \| Helga Niessenová / Heide Orthová Winnie Shawová / Virginia Wadeová \| 5 7 \| 3 6 \| \| \| \| \| \| \| \| \| \| \| \| \| \| \| \| \| \| \| \| \| \| \| \| \| \| \| \| \| \| \| \| \| \| \| \| \| \| \| \| \| \| \| |                 |                                                                    |     |                |    |  |
| |                 |                                                                    | 1.  | 2.             | 3. |  |
| 1. |                 | Almut Sturmová Winnie Shawová                                      | 4 6 | 1 6            |    |  |
| 2. |                 | Helga Niessenová Virginia Wadeová                                  | 6 4 | 6 2            |    |  |
| 3. |                 | Helga Niessenová / Heide Orthová Winnie Shawová / Virginia Wadeová | 5 7 | 3 6            |    |  |
| |                 |                                                                    |     |                |    |  |
| |                 |                                                                    |     |                |    |  |
| |                 |                                                                    |     |                |    |  |
| |                 |                                                                    |     |                |    |  |
| |                 |                                                                    |     |                |    |  |

#### Spojené státy americké vs. Itálie
| | Spojené státy americké | 3 :                                                                      | 0   | Itálie |     |  |
| --- | ---------------------- | ------------------------------------------------------------------------ | --- | ------ | --- |  |
| Athénský tenisový klub, Athény, Řecko 23. května 1969 antuka (venku) |                        |                                                                          |     |        |     |  |
| \| \| \| \| 1. \| 2. \| 3. \| \| \| -- \| \| ------------------------------------------------------------------------ \| --- \| --- \| --- \| \| \| 1. \| \| Nancy Richeyová Maria-Teresa Riedlová \| 6 0 \| 6 0 \| \| \| \| 2. \| \| Julie Heldmanová Lea Pericoliová \| 6 1 \| 6 2 \| \| \| \| 3. \| \| Peaches Bartkowiczová / Nancy Richeyová Lucia Bassiová / Lea Pericoliová \| 4 6 \| 8 6 \| 6 0 \| \| \| \| \| \| \| \| \| \| \| \| \| \| \| \| \| \| \| \| \| \| \| \| \| \| \| \| \| \| \| \| \| \| \| \| \| \| \| \| \| \| |                        |                                                                          |     |        |     |  |
| |                        |                                                                          | 1.  | 2.     | 3.  |  |
| 1. |                        | Nancy Richeyová Maria-Teresa Riedlová                                    | 6 0 | 6 0    |     |  |
| 2. |                        | Julie Heldmanová Lea Pericoliová                                         | 6 1 | 6 2    |     |  |
| 3. |                        | Peaches Bartkowiczová / Nancy Richeyová Lucia Bassiová / Lea Pericoliová | 4 6 | 8 6    | 6 0 |  |
| |                        |                                                                          |     |        |     |  |
| |                        |                                                                          |     |        |     |  |
| |                        |                                                                          |     |        |     |  |
| |                        |                                                                          |     |        |     |  |
| |                        |                                                                          |     |        |     |  |

#### Československo vs. Nizozemsko
| | Československo | 1 :                                                                     | 2   | Nizozemsko |     |  |
| --- | -------------- | ----------------------------------------------------------------------- | --- | ---------- | --- |  |
| Athénský tenisový klub, Athény, Řecko 23. května 1969 antuka (venku) |                |                                                                         |     |            |     |  |
| \| \| \| \| 1. \| 2. \| 3. \| \| \| -- \| \| ----------------------------------------------------------------------- \| --- \| --- \| --- \| \| \| 1. \| \| Alena Palmeová-Westová Betty Stoveová \| 4 6 \| 1 6 \| \| \| \| 2. \| \| Vlasta Kodešová Marijke Schaarová \| 6 3 \| 6 3 \| \| \| \| 3. \| \| Alena Palmeová-Westová / Vlasta Kodešová Ada Bakkerová / Betty Stoveová \| 6 4 \| 5 7 \| 4 6 \| \| \| \| \| \| \| \| \| \| \| \| \| \| \| \| \| \| \| \| \| \| \| \| \| \| \| \| \| \| \| \| \| \| \| \| \| \| \| \| \| \| |                |                                                                         |     |            |     |  |
| |                |                                                                         | 1.  | 2.         | 3.  |  |
| 1. |                | Alena Palmeová-Westová Betty Stoveová                                   | 4 6 | 1 6        |     |  |
| 2. |                | Vlasta Kodešová Marijke Schaarová                                       | 6 3 | 6 3        |     |  |
| 3. |                | Alena Palmeová-Westová / Vlasta Kodešová Ada Bakkerová / Betty Stoveová | 6 4 | 5 7        | 4 6 |  |
| |                |                                                                         |     |            |     |  |
| |                |                                                                         |     |            |     |  |
| |                |                                                                         |     |            |     |  |
| |                |                                                                         |     |            |     |  |
| |                |                                                                         |     |            |     |  |

### Semifinále

#### Austrálie vs. Velká Británie
| | Austrálie | 3 :                                                                     | 0   | Velká Británie |     |  |
| --- | --------- | ----------------------------------------------------------------------- | --- | -------------- | --- |  |
| Athénský tenisový klub, Athény, Řecko 24. května 1969 antuka (venku) |           |                                                                         |     |                |     |  |
| \| \| \| \| 1. \| 2. \| 3. \| \| \| -- \| \| ----------------------------------------------------------------------- \| --- \| --- \| --- \| \| \| 1. \| \| Kerry Melvilleová Winnie Shawová \| 6 3 \| 6 2 \| \| \| \| 2. \| \| Margaret Courtová Virginia Wadeová \| 6 3 \| 6 4 \| \| \| \| 3. \| \| Margaret Courtová / Judy Tegartová Virginia Wadeová / Joyce Williamsová \| 4 6 \| 6 2 \| 6 3 \| \| \| \| \| \| \| \| \| \| \| \| \| \| \| \| \| \| \| \| \| \| \| \| \| \| \| \| \| \| \| \| \| \| \| \| \| \| \| \| \| \| |           |                                                                         |     |                |     |  |
| |           |                                                                         | 1.  | 2.             | 3.  |  |
| 1. |           | Kerry Melvilleová Winnie Shawová                                        | 6 3 | 6 2            |     |  |
| 2. |           | Margaret Courtová Virginia Wadeová                                      | 6 3 | 6 4            |     |  |
| 3. |           | Margaret Courtová / Judy Tegartová Virginia Wadeová / Joyce Williamsová | 4 6 | 6 2            | 6 3 |  |
| |           |                                                                         |     |                |     |  |
| |           |                                                                         |     |                |     |  |
| |           |                                                                         |     |                |     |  |
| |           |                                                                         |     |                |     |  |
| |           |                                                                         |     |                |     |  |

#### Spojené státy americké vs. Nizozemsko
| | Spojené státy americké | 3 :                                                                    | 0   | Nizozemsko |     |  |
| --- | ---------------------- | ---------------------------------------------------------------------- | --- | ---------- | --- |  |
| Athénský tenisový klub, Athény, Řecko 24. května 1969 antuka (venku) |                        |                                                                        |     |            |     |  |
| \| \| \| \| 1. \| 2. \| 3. \| \| \| -- \| \| ---------------------------------------------------------------------- \| --- \| --- \| --- \| \| \| 1. \| \| Nancy Richeyová Betty Stoveová \| 7 5 \| 6 2 \| \| \| \| 2. \| \| Julie Heldmanová Marijke Schaarová \| 2 6 \| 9 7 \| 6 1 \| \| \| 3. \| \| Peaches Bartkowiczová / Nancy Richeyová Ada Bakkerová / Betty Stoveová \| 6 2 \| 4 6 \| 6 3 \| \| \| \| \| \| \| \| \| \| \| \| \| \| \| \| \| \| \| \| \| \| \| \| \| \| \| \| \| \| \| \| \| \| \| \| \| \| \| \| \| \| |                        |                                                                        |     |            |     |  |
| |                        |                                                                        | 1.  | 2.         | 3.  |  |
| 1. |                        | Nancy Richeyová Betty Stoveová                                         | 7 5 | 6 2        |     |  |
| 2. |                        | Julie Heldmanová Marijke Schaarová                                     | 2 6 | 9 7        | 6 1 |  |
| 3. |                        | Peaches Bartkowiczová / Nancy Richeyová Ada Bakkerová / Betty Stoveová | 6 2 | 4 6        | 6 3 |  |
| |                        |                                                                        |     |            |     |  |
| |                        |                                                                        |     |            |     |  |
| |                        |                                                                        |     |            |     |  |
| |                        |                                                                        |     |            |     |  |
| |                        |                                                                        |     |            |     |  |

### Finále

#### Austrálie vs. Spojené státy americké
| | Austrálie | 1 :                                                                        | 2   | Spojené státy americké |    |  |
| --- | --------- | -------------------------------------------------------------------------- | --- | ---------------------- | -- |  |
| Athénský tenisový klub, Athény, Řecko 25. května 1969 antuka (venku) |           |                                                                            |     |                        |    |  |
| \| \| \| \| 1. \| 2. \| 3. \| \| \| -- \| \| -------------------------------------------------------------------------- \| --- \| --- \| -- \| \| \| 1. \| \| Margaret Courtová Julie Heldmanová \| 6 1 \| 8 6 \| \| \| \| 2. \| \| Kerry Melvilleová Nancy Richeyová \| 4 6 \| 3 6 \| \| \| \| 3. \| \| Margaret Courtová / Judy Tegartová Peaches Bartkowiczová / Nancy Richeyová \| 4 6 \| 4 6 \| \| \| \| \| \| \| \| \| \| \| \| \| \| \| \| \| \| \| \| \| \| \| \| \| \| \| \| \| \| \| \| \| \| \| \| \| \| \| \| \| \| \| |           |                                                                            |     |                        |    |  |
| |           |                                                                            | 1.  | 2.                     | 3. |  |
| 1. |           | Margaret Courtová Julie Heldmanová                                         | 6 1 | 8 6                    |    |  |
| 2. |           | Kerry Melvilleová Nancy Richeyová                                          | 4 6 | 3 6                    |    |  |
| 3. |           | Margaret Courtová / Judy Tegartová Peaches Bartkowiczová / Nancy Richeyová | 4 6 | 4 6                    |    |  |
| |           |                                                                            |     |                        |    |  |
| |           |                                                                            |     |                        |    |  |
| |           |                                                                            |     |                        |    |  |
| |           |                                                                            |     |                        |    |  |
| |           |                                                                            |     |                        |    |  |

### Vítěz
| Vítěz Poháru federace 1969 |
| -------------------------- |
| Spojené státy čtvrtý titul |

## Turnaj útěchy

### Pavouk
|  | První kolo 23. května | První kolo 23. května | První kolo 23. května |              |        | Semifinále 24. května | Semifinále 24. května | Semifinále 24. května |  |  | Finále 25. května | Finále 25. května | Finále 25. května |
|  |                       |                       |                       |              |        |                       |                       |                       |  |  |                   |                   |                   |
|  |                       | Kanada                | 1                     |              |        |                       |                       |                       |  |  |                   |                   |                   |
|  |                       | Belgie                | 2                     |              |        |                       |                       |                       |  |  |                   |                   |                   |
|  |                       | Belgie                | 2                     |              | Belgie | 1                     |                       |                       |  |  |                   |                   |                   |
|  |                       |                       |                       |              | Belgie | 1                     |                       |                       |  |  |                   |                   |                   |
|  |                       |                       |                       | Jižní Afrika | 2      |                       |                       |                       |  |  |                   |                   |                   |
|  |                       | Jižní Afrika          | 2                     | Jižní Afrika | 2      |                       |                       |                       |  |  |                   |                   |                   |
|  |                       | Jižní Afrika          | 2                     |              |        |                       |                       |                       |  |  |                   |                   |                   |
|  |                       | Indonésie             | 1                     |              |        |                       |                       |                       |  |  |                   |                   |                   |
|  |                       |                       |                       |              |        |                       |                       |                       |  |  |                   | Jižní Afrika      | 3                 |
|  |                       |                       |                       | Mexiko       | 0      |                       |                       |                       |  |  |                   |                   |                   |
|  |                       |                       |                       |              |        |                       |                       |                       |  |  |                   |                   |                   |
|  |                       |                       |                       |              |        |                       |                       |                       |  |  |                   |                   |                   |
|  |                       |                       |                       |              |        |                       |                       |                       |  |  |                   |                   |                   |
|  |                       |                       |                       |              |        |                       |                       |                       |  |  |                   |                   |                   |
|  |                       |                       |                       |              |        |                       |                       |                       |  |  |                   |                   |                   |
|  |                       |                       |                       |              |        |                       |                       |                       |  |  |                   |                   |                   |
|  |                       |                       |                       |              |        |                       |                       |                       |  |  |                   |                   |                   |

### První kolo turnaje útěchy

#### Kanada vs. Belgie
| | Kanada | 1 :                                                                       | 2   | Belgie |    |  |
| --- | ------ | ------------------------------------------------------------------------- | --- | ------ | -- |  |
| Athénský tenisový klub, Athény, Řecko 23. května 1969 antuka (venku) |        |                                                                           |     |        |    |  |
| \| \| \| \| 1. \| 2. \| 3. \| \| \| -- \| \| ------------------------------------------------------------------------- \| --- \| --- \| -- \| \| \| 1. \| \| Andrée Martinová Ingrid Palmieriová \| 4 6 \| 4 6 \| \| \| \| 2. \| \| Jane O'Harová Michele Kahnová \| 4 6 \| 3 6 \| \| \| \| 3. \| \| Andrée Martinová / Jane O'Harová Michele Kahnová / Christiane Mercelisová \| 6 2 \| 6 1 \| \| \| \| \| \| \| \| \| \| \| \| \| \| \| \| \| \| \| \| \| \| \| \| \| \| \| \| \| \| \| \| \| \| \| \| \| \| \| \| \| \| \| |        |                                                                           |     |        |    |  |
| |        |                                                                           | 1.  | 2.     | 3. |  |
| 1. |        | Andrée Martinová Ingrid Palmieriová                                       | 4 6 | 4 6    |    |  |
| 2. |        | Jane O'Harová Michele Kahnová                                             | 4 6 | 3 6    |    |  |
| 3. |        | Andrée Martinová / Jane O'Harová Michele Kahnová / Christiane Mercelisová | 6 2 | 6 1    |    |  |
| |        |                                                                           |     |        |    |  |
| |        |                                                                           |     |        |    |  |
| |        |                                                                           |     |        |    |  |
| |        |                                                                           |     |        |    |  |
| |        |                                                                           |     |        |    |  |

#### Jihoafrická republika vs. Indonésie
| | Jihoafrická republika | 2 : | 1  | Indonésie |    |  |
| --- | --------------------- | --- | -- | --------- | -- |  |
| Athénský tenisový klub, Athény, Řecko 23. května 1969 antuka (venku) |                       |     |    |           |    |  |
| \| \| \| \| 1. \| 2. \| 3. \| \| \| -- \| \| \| -- \| -- \| -- \| \| \| 1. \| \| \| \| \| \| \| \| 2. \| \| \| \| \| \| \| \| 3. \| \| \| \| \| \| \| \| \| \| \| \| \| \| \| \| \| \| \| \| \| \| \| \| \| \| \| \| \| \| \| \| \| \| \| \| \| \| \| \| \| \| \| \| \| \| \| |                       |     |    |           |    |  |
| |                       |     | 1. | 2.        | 3. |  |
| 1. |                       |     |    |           |    |  |
| 2. |                       |     |    |           |    |  |
| 3. |                       |     |    |           |    |  |
| |                       |     |    |           |    |  |
| |                       |     |    |           |    |  |
| |                       |     |    |           |    |  |
| |                       |     |    |           |    |  |
| |                       |     |    |           |    |  |

### Semifinále turnaje útěchy

#### Belgie vs. Jihoafrická republika
| | Belgie | 1 :                                                                          | 2   | Jihoafrická republika |     |  |
| --- | ------ | ---------------------------------------------------------------------------- | --- | --------------------- | --- |  |
| Athénský tenisový klub, Athény, Řecko 24. května 1969 antuka (venku) |        |                                                                              |     |                       |     |  |
| \| \| \| \| 1. \| 2. \| 3. \| \| \| -- \| \| ---------------------------------------------------------------------------- \| --- \| --- \| --- \| \| \| 1. \| \| Michele Kahnová Brenda Kirková \| 4 6 \| 6 8 \| \| \| \| 2. \| \| Ingrid Palmieriová Maryna Proctorová \| 7 9 \| 0 6 \| \| \| \| 3. \| \| Michele Kahnová / Christiane Mercelisová Brenda Kirková / Wendy Tomlinsonová \| 6 4 \| 5 7 \| 6 1 \| \| \| \| \| \| \| \| \| \| \| \| \| \| \| \| \| \| \| \| \| \| \| \| \| \| \| \| \| \| \| \| \| \| \| \| \| \| \| \| \| \| |        |                                                                              |     |                       |     |  |
| |        |                                                                              | 1.  | 2.                    | 3.  |  |
| 1. |        | Michele Kahnová Brenda Kirková                                               | 4 6 | 6 8                   |     |  |
| 2. |        | Ingrid Palmieriová Maryna Proctorová                                         | 7 9 | 0 6                   |     |  |
| 3. |        | Michele Kahnová / Christiane Mercelisová Brenda Kirková / Wendy Tomlinsonová | 6 4 | 5 7                   | 6 1 |  |
| |        |                                                                              |     |                       |     |  |
| |        |                                                                              |     |                       |     |  |
| |        |                                                                              |     |                       |     |  |
| |        |                                                                              |     |                       |     |  |
| |        |                                                                              |     |                       |     |  |

### Finále turnaje útěchy

#### Jihoafrická republika vs. Mexiko
| | Jihoafrická republika | 3 : | 0  | Mexiko |    |  |
| --- | --------------------- | --- | -- | ------ | -- |  |
| Athénský tenisový klub, Athény, Řecko 25. května 1969 antuka (venku) |                       |     |    |        |    |  |
| \| \| \| \| 1. \| 2. \| 3. \| \| \| -- \| \| \| -- \| -- \| -- \| \| \| 1. \| \| \| \| \| \| \| \| 2. \| \| \| \| \| \| \| \| 3. \| \| \| \| \| \| \| \| \| \| \| \| \| \| \| \| \| \| \| \| \| \| \| \| \| \| \| \| \| \| \| \| \| \| \| \| \| \| \| \| \| \| \| \| \| \| \| |                       |     |    |        |    |  |
| |                       |     | 1. | 2.     | 3. |  |
| 1. |                       |     |    |        |    |  |
| 2. |                       |     |    |        |    |  |
| 3. |                       |     |    |        |    |  |
| |                       |     |    |        |    |  |
| |                       |     |    |        |    |  |
| |                       |     |    |        |    |  |
| |                       |     |    |        |    |  |
| |                       |     |    |        |    |  |